# Barrio Unión (Cabimas)
Unión es uno de los sectores que forman la ciudad de Cabimas en el estado Zulia (Venezuela), pertenece a la parroquia San Benito.

## Ubicación
Unión se encuentra entre los sectores Campo Alegre al norte (carretera H) 23 de Enero al este (Av 31), Campo Elías al sur (calle Pueblo) y Delicias Viejas al oeste (Av Intercomunal).

## Zona residencial
Unión es un pequeño sector separado de Campo Elías por una calle y una laguna natural que todavía existe. Unión tiene importantes locales comerciales entre ellos el concesionario de autos en la esquina de la Intercomunal. Quizá su característica más distintiva es el tanque de agua del Instituto Nacional de Obras Sanitarias (INOS) construido por el gobierno de Marcos Pérez Jiménez y que nunca ha estado en uso desde entonces.

## Vialidad y transporte
Además de la calle Pueblo, Unión tiene 1 calle más.
La línea H y Cabillas pasa por la carretera H.

## Sitios de referencia
- Tanque INOS. Carretera H.

## Relieve
El Relieve es del llano(A pesar de que ya no ahí zona rural), Con altitud muy baja de 3 m s. n. m.

## Clima
El Clima es cálido y seco con temperaturas máximas de 37 a 32° y mínimas de 22 a 26°. El mes más frío es entre diciembre a febrero con temperaturas de 22 a 32° Aproximadamente,y el mes más caluroso es de marzo a abril y de julio a agosto con temperaturas de 27 a 37° Aproximadamente. 